# Wessel van Diepen
Wessel Dietrich van Diepen (Delft, 12 november 1966) is de bedenker, producer en componist van internationaal succesvolle acts Nakatomi, L.A. Style, Alice Deejay en Vengaboys. Verder is hij medeoprichter, diskjockey en huidige station voice van Radio 538 en van 2013 tot 2016 ook van Fox.

## Biografie
Wessel van Diepen werd in Delft geboren als zoon van voormalig circusartiest Joep van Diepen en modeverkoopster Gertrude van Denzel. Het gezin leefde hippieachtig, als een commune. Hij besteedde zijn vrije tijd op jonge leeftijd aan muziek, skateboarden en graffiti. Op zijn 15e, in 1981, begon hij zijn media-carrière met een eigen illegaal radiostation: Radio Stad Delft. Een station dat zich als de concurrent zag van Radio Eldorado, de piratenzender van DJ Jurgen (voor wie Van Diepen 18 jaar later de wereldhit Better Off Alone zou coproduceren). Na een politie-inval in Van Diepens ouderlijke huis vond het muziekstation na ongeveer 18 maanden zijn einde. Van Diepen werkte vervolgens in Den Haag voor een aantal zendpiraten waaronder Radio Centraal, Telstar en Hofstad Radio. Vanwege het illegale karakter van deze stations maakte hij destijds gebruik van een schuilnaam: Martin Kortooms.

## Verenigde Staten
Op zijn 17e besloot Van Diepen de wijde wereld in te trekken en brak zijn havo-opleiding af. Hij ging naar New York en daarvandaan per bus naar Wichita, Kansas. Daar kreeg hij onderdak bij een oude schoolvriend en slaagde erin vriendschap te sluiten met dj Lyman James van de lokale radiozender 107 KKRD, destijds het best beluisterde Top 40 station van deze stad met zo'n 350.000 inwoners. In Wichita legde Van Diepen de basis voor zijn eigen radiostijl die hem later in Nederland bekend zou maken.

## Publieke Omroep
Terug in Nederland leerde Van Diepen eind november 1985 Kas van Iersel (toen: AVRO) en Rob Stenders (toen: VARA) kennen, die hij beiden een demo gaf met het verzoek deze bij hun respectievelijke werkgevers te laten horen. Zowel de VARA als AVRO wilden de inmiddels 19-jarige Van Diepen wel hebben. Hij koos voor de VARA waar hij vanaf juni 1986 een wekelijks programma op Radio 3 kreeg: Van Diepen draait door, elke dinsdagmorgen tussen 9:00 en 11:00 uur. Vanaf 2 september 1988 is Van Diepen te horen op de befaamde Volle Vrijdag van Veronica op Radio 3 met Van Diepen draait door, totdat hij per oktober 1989 samen met Lex Harding de overstap maakt naar het dan net opgerichte en gestarte commerciële tv station RTL Véronique.
Na twee jaar keerde Van Diepen in september 1991 weer terug bij Veronica op de befaamde Volle Vrijdag op Radio 3 en vanaf 11 oktober 1992 op de nieuwe vaste uitzenddag zaterdag, totdat hij na zijn laatste uitzending op 31 oktober 1992, samen met een groot deel van het Veronica Radio 3 dj-team overstapt naar het dan pas opgerichte Radio 538.
Na anderhalf jaar VARA werd Van Diepen in 1988 door Lex Harding gevraagd een screentest te doen. Simone Walraven vertrok en Veronica zocht een nieuwe presentator voor Countdown. Het programma dat eerder gepresenteerd werd door Erik de Zwart en groot werd gemaakt door Adam Curry kende inmiddels in 1988 twee versies: een wekelijkse voor Veronica en een dagelijkse, Engelstalige die te zien was in onder andere Turkije, Roemenië en Japan. Via het tv-station Sky Channel van mediamagnaat Rupert Murdoch werd het programma via kabel en satellietschotel ook in heel Europa bekeken. Dankzij Countdown ontwikkelde Van Diepen vanaf september 1988 zijn kant als televisiepresentator en interviewer. Artiesten als Duran Duran, Bon Jovi, David Bowie, Mick Jagger, Sting, Phil Collins, Paul McCartney, Seal, Kylie Minogue, Mariah Carey, Simply Red en Tina Turner werden door Van Diepen voornamelijk in de studio ontvangen of openden thuis de deuren voor hem en crew. Hij bracht in die tijd ook een bezoek aan Michael Jackson en spendeerde enkele uren met hem op zijn landgoed.

## RTL 4
Na iets meer dan een jaar stapte hij per oktober 1989 met Lex Harding over naar het nieuw te starten Luxemburgse commerciële station RTL Véronique, om een dagelijkse Nederlandstalige versie van Countdown en een aantal andere jongerenprogramma's te presenteren. Na de overgang van RTL Véronique naar RTL 4 begin 1990 en het vertrek van zijn mentor Lex Harding, had Van Diepen het er al snel niet meer naar zijn zin: het station profileerde zich steeds meer als familiezender. Pas twee jaar later – na het uitdienen van zijn contract – kon hij weer terugkeren naar Veronica. Hier presenteerde hij vanaf september 1991 onder meer de radioprogramma's Oh, wat een nacht en Van Diepen draait door op Radio 3. Verder keerde hij weer terug op tv bij Countdown.

## Radio 538
In 1992 vroeg Lex Harding Van Diepen voor de nieuw te stichten commerciële radiozender Radio 538. Na enige tijd de middag gepresenteerd te hebben, schoof Van Diepen naar de vroege morgen, waar hij het programma Van Diepen draait door in de ochtend presenteerde. Dit beviel hem echter niet. Het nachtleven dat Van Diepen leidde viel niet te combineren met vroeg opstaan. Sidekick Ruud de Wild nam zeer regelmatig de honneurs waar terwijl Van Diepen nog sliep. De titel werd toen veranderd in Wessel en de Wild in de morgen. Uiteindelijk nam De Wild het ochtendprogramma geheel over, waarna Van Diepen weer verhuisde naar de vooravond. Verder werd Van Diepen de station voice op Radio 538.

## Dance Department
Op de zaterdagavond kon Van Diepen op Radio 538 zijn liefde voor dancemuziek kwijt in het programma Van Diepens Dance Department. Hierin zat onder meer de Global Dance Charts, een internationale hitlijst gebaseerd op bronnen als downloads, streams, citeringen in tijdschriften en op internet, tv-vertoningen, verkopen en airplay. Het programma werd lange tijd beschouwd als het meest toonaangevende danceprogramma van de Nederlandse radio. Alle grote club-dj's kwamen mixen of hun nieuwe producties laten horen, onder wie Tiësto, David Guetta, Carl Cox, Armin van Buuren, DJ Jean, Deep Dish, Swedish House Mafia, Sander van Doorn, Dave Clarke en Ferry Corsten. Dit werd gedurende veertien jaar, van 1992 tot in 2006, door Van Diepen gepresenteerd en is gedurende die periode onlosmakelijk met hem verbonden. Van Diepen verzorgde op 7 oktober 2006 voor het laatst als vaste dj de presentatie. Op 26 januari 2013 presenteerde van Diepen eenmalig Dance Department op 538. Dit, omdat Dennis Ruyer op vakantie was en Niek van der Bruggen (de vaste vervanger van Dennis Ruyer) ziek was.

## Global Dance Chart
Sind 13 september 2013 is van Diepen weer te horen op radio 538 als DJ met zijn eigen programma Global Dance Chart. Ook is hij nog steeds station voice.

## TMF
In 1995 werd tv-zender TMF opgericht. Gedurende de eerste vier jaar was Van Diepen daar dagelijks te zien als vj. Daarna, vanaf 1999, was hij er te horen als voice-over. Na de overname van TMF door MTV Nederland in 2002 bleef hij er tot in 2003 de voice-over.

## Muziekproducer
In de periode 1999-2003 nam de carrière van Van Diepen als muziekproducer een hoge vlucht. Hij produceerde, vaak samen met Dennis van den Driesschen (Danski), onder meer Alice Deejay, DJ Jurgen, de Vengaboys en L.A. Style, waarbij hij soms Danski & Daminski (- Delmundo) als pseudoniem gebruikte.
Om meer tijd vrij te maken voor zijn productiewerkzaamheden (en zijn gezinsleven) gaf hij vanaf 14 december 2000 het presenteren van zijn dagelijkse middagprogramma op Radio 538 op, maar met het radioprogramma Van Diepens Dance Department ging hij door.

## Nederlandse Top 40
Eind 2002 besloot Erik de Zwart Radio 538 in te ruilen voor een baan als directeur bij Radio Noordzee en moest daarom stoppen met de presentatie van de Top 40. Van Diepen werd gevraagd dit programma vanaf 2003 over te nemen. Volgens Van Diepen "het hoogst haalbare in radioland". Desondanks besloot de als onrustig bekendstaande Van Diepen na slechts drie jaar Top 40 alweer het roer om te gooien: hij wist in juli 2006 menigeen te verrassen door aan te kondigen volledig te gaan stoppen met zijn presentatiewerkzaamheden bij Radio 538. Hij wil zich onder andere gaan toeleggen op een loopbaan als componist en producer. Jeroen Nieuwenhuize nam de presentatie van de Top 40 van Van Diepen over.

## Marconi Oeuvre Award
Op 7 oktober 2006 nam Van Diepen afscheid van het programma (Van Diepens) Dance Department en op 13 oktober 2006 presenteerde hij zijn laatste Top 40. Tijdens deze uitzending ontving Van Diepen de Marconi Award voor zijn gehele radio-oeuvre. Hij was hiermee de jongste ontvanger van deze prijs. Zijn radioprogramma's zijn respectievelijk overgenomen door Dennis Ruyer en Jeroen Nieuwenhuize. Van Diepen is naast Sandra Dorland en Kimberly van de Berkt de station voice van 538.

## Persoonlijk
Wessel van Diepen is fervent reiziger en reisde door onder andere Kirgizië, Iran, Bhutan, Kazachstan, Oezbekistan, Turkmenistan, China, Cuba, Zanzibar, Colombia en Myanmar.
Van Diepen woont samen in Amsterdam met Daphne Bunskoek. Hij had daarvoor relaties met Sophie Hilbrand en Irene van de Laar, met wie hij een dochter heeft.

## Producer
Van Diepen is de drijvende kracht achter een reeks succesvolle dance-acts uit de jaren negentig, waaronder L.A. Style (James Brown Is Dead, nummer 1 in 1991, te horen als megafoonstem), Lick feat. Kentucky Martha (I'm the Girl of your Dreams nummer 19 in 1995), Nakatomi (Children of the Night, nummer 2 in 1996), Alice Deejay (Better Off Alone, nummer 1 UK Top 40) en Vengaboys (onder meer Boom, Boom, Boom, Boom, Up & Down, We Like to Party en We're Going to Ibiza, in 1998 en 1999). Hierdoor had Radio 538 destijds regelmatig de primeur van een nieuwe Vengaboyssingle.
De Vengaboys verkochten wereldwijd meer dan 15 miljoen singles, 4,5 miljoen albums haalden de platina status in 73 landen en zij traden op in meer dan 130 landen. Daarmee zijn de Vengaboys waarschijnlijk de succesvolste Nederlandse popgroep aller tijden.
In 1999 en 2000 wonnen de Vengaboys tweemaal zowel de Exportprijs van Conamus voor de verkoopsuccessen in het buitenland als de TMF Award voor Beste Dance Act. Verder werden Vengaboys door MTV genomineerd voor een EMA als beste dance-act. Van Diepen is vooralsnog de succesvolste pop-danceproducer in de Nederlandse muziekgeschiedenis.
In 2012 startte Van Diepen het nieuwe pop-danceproject Lips, met de single (You Make the) Girls Go Wild.

## Stem
Van Diepen heeft in 1995 de stem van de Omroeper gedaan in de Nederlandse versie van Toy Story.